# HousingAnywhere
A HousingAnywhere é uma plataforma de arrendamento de médio prazo que foi criada em 2009 e cuja sede fica em Roterdão, nos Países Baixos. A empresa é especializada em ligar estudantes e profissionais de vários países a proprietários de alojamentos através da sua plataforma online, onde disponibiliza sistemas de reservas e de pagamento.

## História
Em 2009, o fundador da HousingAnywhere, Niels Van Deuren, estava a formar-se em Administração de Empresas Internacionais na Rotterdam School of Management (Escola de Gestão de Roterdão), que incluía um semestre de intercâmbio na Universidade Nacional de Singapura. Nessa época, Niels foi confrontado com os desafios de encontrar um quarto em Singapura enquanto subarrendava o seu atual quarto nos Países Baixos e foi aí que nasceu a ideia de criar a HousingAnyhwere. Nesse mesmo ano, Van Deuren desenvolveu a plataforma HousingAnywhere.com inicialmente como um fórum de mensagens de estudantes para estudantes sobre o subarrendamento de quartos. Nos anos seguintes, a plataforma expandiu os seus serviços para outros países europeus, como Espanha, França, Alemanha e Dinamarca.
O modelo de negócios da HousingAnywhere baseava-se na venda de subscrições a universidades mediante o pagamento de uma taxa e estas promoviam os serviços nos seus próprios canais de comunicação para que os estudantes pudessem ver os alojamentos que tinham à sua disposição. Os estudantes que tinham alojamento e que entrariam em breve num programa de intercâmbio publicitavam as suas propriedades na plataforma, enquanto os estudantes interessados responderiam com os seus requisitos.
Em 2014, a plataforma desenvolveu o seu próprio sistema integrado de reservas, que transformou o fórum de mensagens de estudantes para estudantes numa plataforma de arrendamento com base num modelo de reservas. Desde o início, Djordy Seelmann, o atual CEO da HousingAnywhere, nomeado em 2018, esteve envolvido no desenvolvimento do serviço para a plataforma de reservas.
Em 2015, a HousingAnywhere garantiu o financiamento inicial numa ronda para o efeito, ao qual se seguiram 5 milhões de euros numa ronda de financiamento de Série A da empresa de capital de risco henQ e da Real Web, operadora da immobiliare.it, em 2017.
Ainda em 2017, a HousingAnywhere foi reconhecida como a quarta empresa mais inovadora nos Países Baixos e a primeira em Roterdão pela Câmara de Comércio holandesa.
A empresa recebeu 6 milhões de euros em financiamento de Série B, conduzido pela Vostok New Ventures, bem como pelos investidores existentes Real Web e henQ em 2018.
Após três anos, em 2021, a HousingAnywhere angariou 24 milhões de euros em financiamento de Série C, adquirindo a Kamernet para expandir a sua presença nos Países Baixos e em outros países europeus.
Em junho de 2023, a HousingAnywhere expandiu-se para as principais cidades do Reino Unido e dos EUA. A par disso, garantiu 8 milhões de euros em financiamento de dívida do BNP Paribas em 2023.
No ranking Technology Fast 50 da Deloitte para os Países Baixos, garantiu a 36.ª posição em 2022 e a 21.ª posição em 2023. A empresa recebeu o reconhecimento da DISQ em 2021, 2022 e 2023.

## Aquisições
| Data            | Empresa                              | Notas                                                                                   | Ref.                 |
| --------------- | ------------------------------------ | --------------------------------------------------------------------------------------- | -------------------- |
| Janeiro de 2020 | Studenten-WG                         | Site alemão de classificados com três milhões de utilizadores e 20 000 anúncios ativos. | [ 29 ] [ 30 ]        |
| Março de 2020   | Rentmate                             | Plataforma de arrendamento islandesa                                                    | [ 31 ]               |
| 2021            | StanzaZoo                            | Plataforma italiana de classificados                                                    | [ 32 ] [ 33 ] [ 34 ] |
| 2021            | Kamernet                             | Plataforma de alojamento para estudantes holandeses                                     | [ 16 ] [ 17 ] [ 18 ] |
| 2022            | Studapart (participação maioritária) | Plataforma de alojamento para estudantes franceses                                      | [ 35 ] [ 36 ]        |

## Atividades
A HousingAnywhere é uma plataforma de arrendamento de médio prazo, que permite  aos estudantes e profissionais de vários países encontrarem alojamentos no estrangeiro. A plataforma permite consultas, reservas e arrendamentos online, bem como a receção de taxas através de um sistema de pagamentos. A sua sede fica em Roterdão e opera em 125 cidades nos EUA e Europa. Tem uma parceria com mais de 300 universidades e, juntamente com as outras marcas que detém, como a Kamernet e a Studapart, tem mais de 30 milhões de utilizadores todos os anos.
A HousingAnywhere supervisiona três marcas: HousingAnywhere, Kamernet (adquirida na totalidade) e Studapart (participação maioritária).
Djordy Seelmann é o CEO desde abril de 2018. Em 2023, Jim Bijwaard foi nomeado COO.
Em março de 2022, a HousingAnywhere lançou uma plataforma dedicada a alojamento para apoiar as pessoas deslocadas que foram afetadas pela guerra na Ucrânia.